# Eparchie Jaroslawl und Rostow

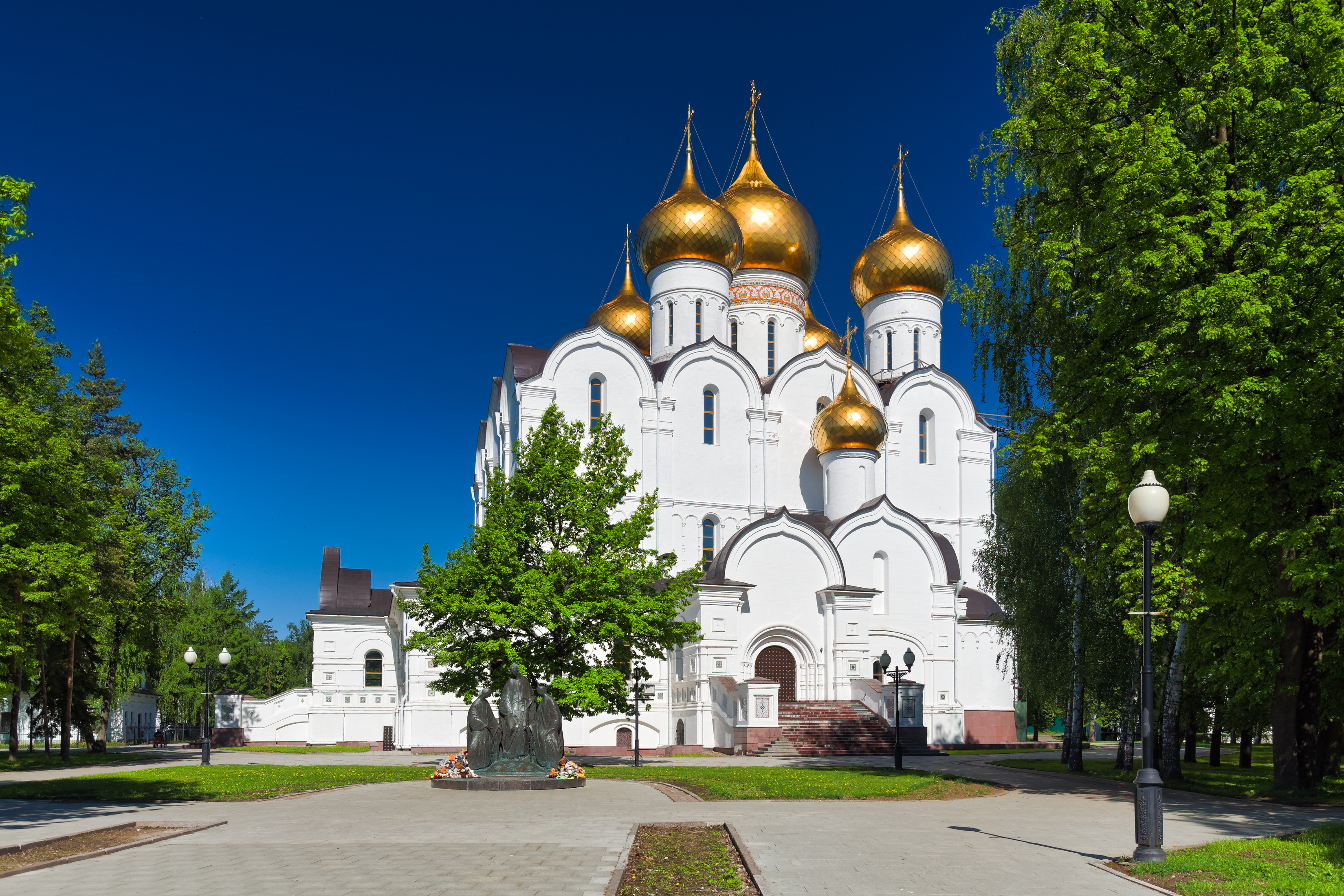
Mariä-Himmelfahrt-Kathedrale in Jaroslawl

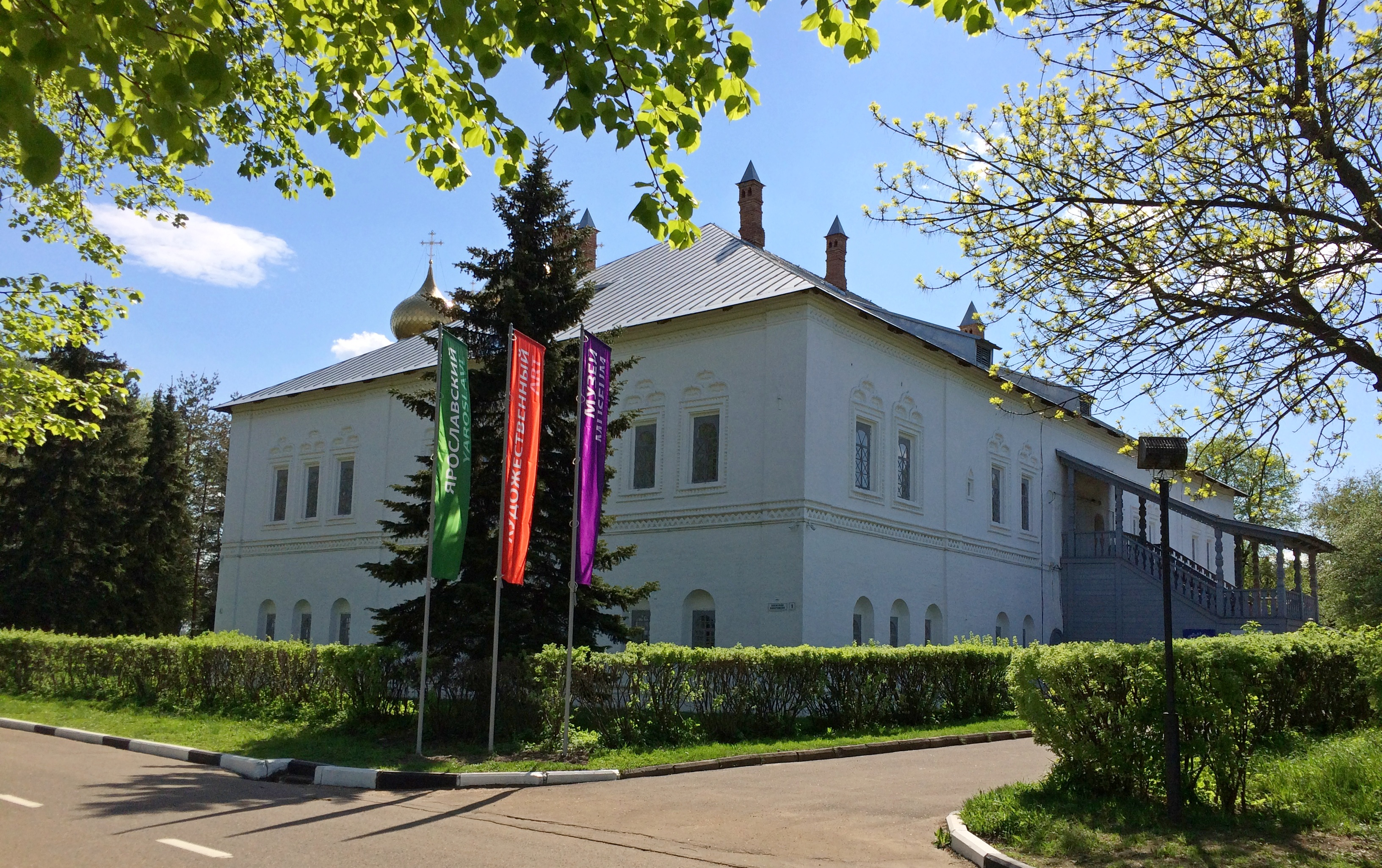
Bischofsresidenz in Jaroslawl

Die Eparchie Jaroslawl und Rostow (russisch Ярославская епархия) ist eine Eparchie (Diözese) der Russisch-Orthodoxen Kirche in der russischen Oblast Jaroslawl.

## Geschichte
Die Eparchie wurde im Jahr 991 als Eparchie Rostow und Susdal gegründet und gehört damit zu den ältesten Diözesen der Kiewer Rus. Eine christliche Präsenz in der Region Jaroslawl ist bereits für die Zeit 950 bis 975 belegt. 1390 wurde die Eparchie zur Erzeparchie erhoben und 1589 zur Metropolie. 1788 wurde der Sitz der Eparchie von Rostow nach Jaroslawl verlegt und der Name in Eparchie Jaroslawl und Rostow geändert. 1747 wurde das Priesterseminar der Eparchie errichtet. 1918 wurde das Seminar nach der Machtübernahme der Kommunisten geschlossen und 2006 wiedereröffnet. Die Eparchie Jaroslawl und Rostow gab am 15. März 2012 Teile ihres Territoriums zur Gründung der Eparchie Rybinsk ab und am 24. Dezember 2015 zur Gründung der Eparchie Pereslawl.
Das Gebiet der Eparchie Jaroslawl und Rostow umfasst die Rajone Jaroslawl, Rostow, Gawrilow-Jam und Nekrassowskoje. Die Eparchie ist in 300 Pfarreien unterteilt. Auf dem Gebiet der Eparchie befinden sich außerdem 19 Klöster, eine Einsiedelei, fünf orthodoxe Schulen sowie eine Schule für Glöckner und eine Schule für Ikonenmalerei. Darüber hinaus gibt die Eparchie seit April 1860 mit dem Ярославские епархиальные ведомости („Jaroslawler Diözesananzeiger“) eine eigene Kirchenzeitung heraus. Als Kathedrale fungiert die Mariä-Himmelfahrt-Kathedrale in Jaroslawl.
Bischof der Eparchie ist seit 2019 Metropolit Wadim Lasebnyj.